# Хуго Ховенкамп
Хуго Ховенкамп (хол. Hugo Hovenkamp; Гронинген, 5. октобар 1950) бивши је холандски фудбалер који је играо на позицији одбрамбеног играча. Већи део каријере провео је у АЗ Алкмару од средине седамдесетих до почетка осамдесетих година. 

## Каријера
Професинлану каријеру запоечо је 1968. године у Гронингену, за који је до 1975. године играо на 157 утакмица. Прву утакмицу за репрезентацију Холандије одиграо је у фебруару 1977. године против селекције Енглеске, где је Ховенкампов тим славио са 2:0. Због повреде, Ховенкамп се повукао из састава за Светско првенство 1978. године, али како је прошао рок за замену играча, репрезентација Холандије није могла да га замени. Играо је на Европском првенству 1980. године, као и на утакмици против репрезентације Шпаније на квалификацијама за Европско првенство 1984. године, где је његова репрезентација изгубила са 1:0. За репрезентацију Холандије одиграо је 31 утакмицу и постигао 2 гола. Играчку каријеру завршио је у Вакер Инзбруку, где је играо од 1983. до 1985. године, на 53 утакмице и постигао 7 голова.